# Dausac
Dauzat-sur-Vodable és un municipi francès situat al departament del Puèi Domat i a la regió d'Alvèrnia-Roine-Alps. L'any 2007 tenia 73 habitants.

## Demografia

### Població
El 2007 la població de fet de Dauzat-sur-Vodable era de 73 persones. Hi havia 27 famílies de les quals 10 eren unipersonals (3 homes vivint sols i 7 dones vivint soles), 7 parelles sense fills i 10 parelles amb fills.
La població ha evolucionat segons el següent gràfic:
Habitants censats

### Habitatges
El 2007 hi havia 50 habitatges, 29 eren l'habitatge principal de la família, 9 eren segones residències i 12 estaven desocupats. Tots els 50 habitatges eren cases. Dels 29 habitatges principals, 27 estaven ocupats pels seus propietaris, 1 estava llogat i ocupat pels llogaters i 2 estaven cedits a títol gratuït; 3 tenien dues cambres, 6 en tenien tres, 9 en tenien quatre i 12 en tenien cinc o més. 18 habitatges disposaven pel capbaix d'una plaça de pàrquing. A 13 habitatges hi havia un automòbil i a 13 n'hi havia dos o més.

### Piràmide de població
La piràmide de població per edats i sexe el 2009 era:
| Homes | Edats   | Dones |
| ----- | ------- | ----- |
| 0     | 95 o +  | 0     |
| 0     | 90 a 94 | 0     |
| 0     | 85 a 89 | 4     |
| 0     | 80 a 84 | 0     |
| 8     | 75 a 79 | 0     |
| 4     | 70 a 74 | 8     |
| 0     | 65 a 69 | 8     |
| 4     | 60 a 64 | 0     |
| 0     | 55 a 59 | 0     |
| 0     | 50 a 54 | 0     |
| 0     | 45 a 49 | 0     |
| 4     | 40 a 44 | 0     |
| 0     | 35 a 39 | 4     |
| 8     | 30 a 34 | 4     |
| 0     | 25 a 29 | 4     |
| 0     | 20 a 24 | 4     |
| 4     | 15 a 19 | 0     |
| 0     | 10 a 14 | 0     |
| 0     | 5 a 9   | 0     |
| 0     | 0 a 4   | 4     |

## Economia
El 2007 la població en edat de treballar era de 44 persones, 31 eren actives i 13 eren inactives. De les 31 persones actives 29 estaven ocupades (18 homes i 11 dones) i 2 estaven aturades (2 dones i 2 dones). De les 13 persones inactives 6 estaven jubilades, 3 estaven estudiant i 4 estaven classificades com a «altres inactius».
Activitats econòmiques
Dels 4 establiments que hi havia el 2007, 1 era d'una empresa de construcció, 1 d'una empresa de comerç i reparació d'automòbils, 1 d'una empresa de transport i 1 d'una empresa d'hostatgeria i restauració.
Dels 2 establiments de servei als particulars que hi havia el 2009, 1 era una fusteria i 1 restaurant.
L'any 2000 a Dauzat-sur-Vodable hi havia 14 explotacions agrícoles.

## Poblacions més properes
El següent diagrama mostra les poblacions més properes.